# Adalbert Sosinski

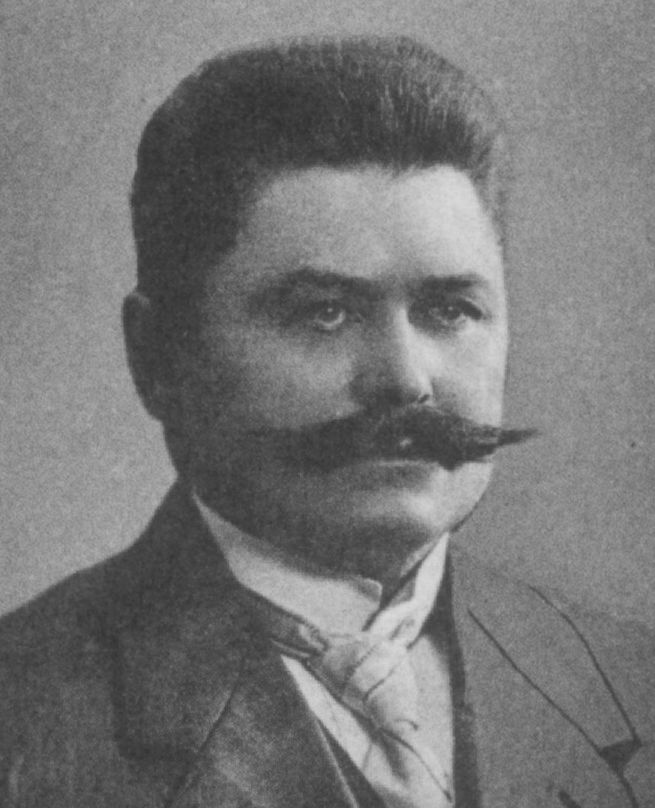
Adalbert Sosinski als Reichstagsabgeordneter 1912

Adalbert Sosinski (polnisch Wojciech Sosiński; * 3. April 1872 in Lubomierz; † 1934) war Verbandsvorsitzender und Mitglied des Deutschen Reichstags.

## Leben
Sosinski besuchte die Volksschule zu Eulendorf und arbeitete vor der Militärzeit in verschiedenen Berufen. Von 1896 bis 1905 war er als Hüttenarbeiter, Schweißer und Walzwerkarbeiter tätig. Er diente von 1893 bis 1895 beim Infanterie-Regiment Graf v. Tauenzien (3. Brandenburgisches) Nr. 20 zu Wittenberg. 1895 wurde er zum Gefreiten befördert. Ferner war er Gründer und Mitbegründer polnischer Vereine. Von 1899 bis 1903 war er Vorsitzender des polnischen St. Antonius-Vereins zu Ruhrort-Saar. 1904 wurde er zum II. Vorsitzenden und 1905 zum I. Vorsitzenden der polnischen Berufsvereinigung (Zjednoczenie Zawodowe Polskie) gewählt, Sitz Kattowitz, früher Bochum.
Von 1912 bis 1918 war er Mitglied des Deutschen Reichstags für den Wahlkreis Regierungsbezirk Oppeln 6 Kattowitz, Zabrze und die Polnische Fraktion.